# 松下アキラ

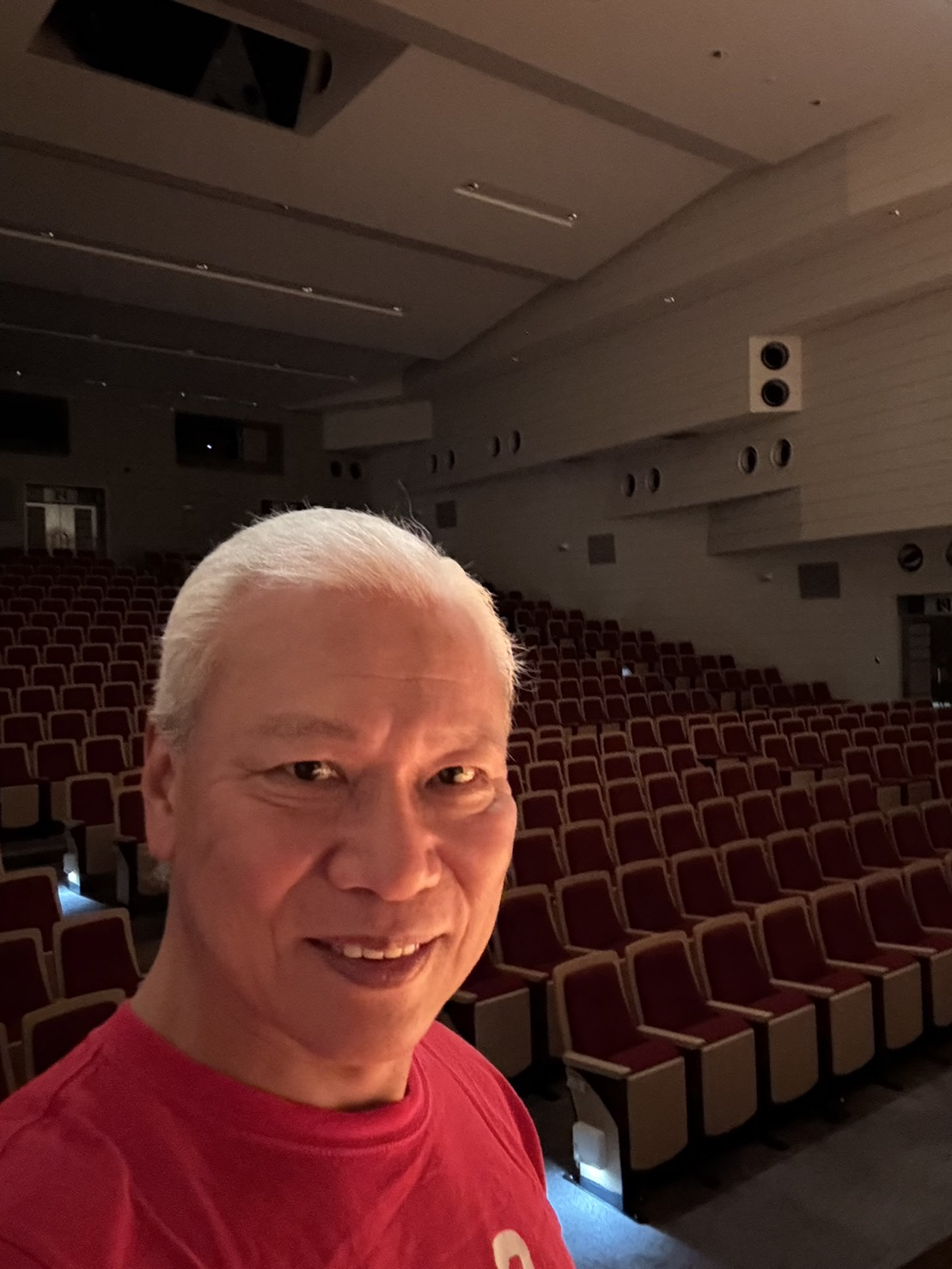

松下アキラ（まつした　あきら、1964年（昭和39年）6月12日 - ）は、日本の芸人、俳優。ザ・ニュースペーパーのメンバー。福岡県北九州市小倉北区出身。

## 経歴
30歳の時、プロの看板職人から突如演劇に目覚め役者を志す。 北九州では様々な劇団から出演オファーを受け、自身の劇団では主にコメディーにこだわっていた。繊細な人物から狂人まで演じる役者だったが、ザ・ニュースペーパーにスカウトされてからは芸人にシフトした。
普段の寡黙な人柄が舞台では豹変する。 持ち味は、大ボケ、小ボケ、毒舌、シュール、政治家の演説、筋肉芸、歌ネタ、ご当地ネタなど。
ザ・ニュースペーパーの主力メンバーとして活躍中。単独ライブも精力的に行なっている。自分の顔と体をキャンパスに緻密で大胆な役作りには定評がある。実在する人物を演じる場合はイメージしているだけでモノマネをしている意識はない。
ハゲの写真が流出しているが、これは舛添要一やプーチンを演じるために自ら頭頂部を剃っていた時のものである。
常にどうすれば人は笑うのかを考え大量のネタを作り緻密な台本を書くが、じつはネタの中身より演技を大切にしており役柄や状況によって笑いに繋がる演技を繊細に使い分けている。
舞台では何がなんでも笑いをとろうとギャグ満載のコントを演じているが、プライベートは無口で静かで人を笑わせる事はない。

## 持ちネタ
小泉ジュンイチロウ、百田ナオキ、菅ナオト、福田ヤスオ、甘利アキラ、東国原ヒデオ、舛添ヨウイチ
トランプ、バイデン、ハリス、オバマ、プーチン、ジョンソン、マクロン、ショルツ、ライス、パウエル
カルロスゴーン、山根会長、リーチマイケル、アニマル浜口、亀田シロウ、田中マサヒロ、室伏コウジ、原タツノリ、他多数。

## 出演

### テレビ
- 「徹子の部屋」
- 「水曜日のダウンタウン」
- 「行列のできる相談所」
- 「情報ライブ ミヤネ屋」
- 「笑点」
- 「午後は○○おもいッきりテレビ」
- 「情報プレゼンター とくダネ!」
- 「ワイド!スクランブル」
- 「ズームイン!!SUPER」
- 「ものまね王座決定戦」
- 「ものまねバトル」
- 「ものまねグランプリ」
- 「THE・サンデー」
- 「ザ・ワイド」
- 「朝ズバッ!」
- 「TheサンデーNEXT」
- 「とってもインサイト」
- 「イブニング・ファイブ」
- 「2時っチャオ!」
- 「ブロードキャスター」
- 「タモリのジャポニカロゴス」
- 「FNNスーパーニュース」
- 「スパイスTV どーも☆キニナル!」
- 「全力!脱力タイムズ」
- 「スーパーJチャンネル」
- 「サンデースクランブル」
- 「2時のチャイハネ」（レギュラー）
- 「GyaOジョッキー」
- 「女子大生会計士の事件簿」
- 「今日発プラス」
- 「年忘れ2006豪華スタア紅白歌の壮絶バトル」
- 「リアルタイム」
- 「拉致」（ドラマ）
- 「特殊メイクで本音を暴く! 変身・別人12号」
- 「2004年踊る大選挙線」
- 「常盤6丁目一番街/二番街」
- 「BSふれあいステージ お好み寄席」

### ラジオ
- 「ゆうゆうワイド」
- 「テリー伊藤のってけラジオ」
- 「ザ・ニュースペーパーのってけラジオ」
- 「笑福亭鶴光と松本ひでお 歌の紅白リクエスト合戦」
- 「こえたまラジオ」（レギュラー）
- 「PEOPLE 日曜日の朝刊世界を笑え!」（レギュラー）

### 映画
- 「ギララの逆襲/洞爺湖サミット危機一発」
- 「事故物件芸人3」
- 「アトノセカイ」
- 「貧困女子は、『自助論』で世界を救えるか？？」

### 舞台
- 吉本新喜劇
- 滝大作プロデュース「役者流スタンダップコメディーvol.1〜9」
- 「地球SOS」
- 「黄昏流星群」
- 「操縦不能」
- 「家族草子」
- 「ザ・ニュースペーパーpart50」 - 全公演に参加・地方公演多数

### 寄席
- 浅草演芸ホール
- 新宿末廣亭
- 国立演芸場

### DVD
- 「ザ・ニュースペーパー　ワールド・ワイド・ワイド・ニュース」（キングレコード）
- 「ザ・ニュースペーパーの笑国日本〜I Laugh Japan〜」（LOFT CINEMA）
- 「ザ・ニュースペーパーLIVE2010～2018」（テイチク）

### CD
- 「ニュースペーパー 一発逆転／青空」（テイチク）
- 「ドキドキ!／チェンジ」（テイチク）
- 「がむしゃら万歳!／ダメなひと／TNP」（テイチク）

### CF・CM・VP
- 「全労連　労働相談ホットライン」
- 「川商ハウス」（2007年）
- SEGA「資格検定DS」（2007年）

## 書籍
- 「ザ・ニュースペーパー 時代を笑え」（グラフ社）
- 「犬のコント」（秦文堂）
- 「THE NEWSPAPER World Wide Summit」（トランスワールドジャパン）